# The Show (film fra 1922)
The Show er en amerikansk stumfilm fra 1922 af Larry Semon og Norman Taurog.

## Medvirkende
- Larry Semon
- Oliver Hardy
- Frank Alexander
- Lucille Carlisle
- Betty Young
- Alice Davenport
- Al Thompson